# Gouvernement du Vietnam libre
30 avril 1995 – 2013
Entités précédentes :
- République du Viêt Nam

Le Gouvernement du Viêt Nam libre (vietnamien : Chính Phủ Lâm Thời Việt Nam Tự Do) était le gouvernement en exil non reconnu d'une hypothétique République fédérale du Viêt Nam. Il s'agissait d'une organisation politique anti-communiste basée dans les villes de Garden Grove et Missouri City.

## Sources
- (en) Cet article est partiellement ou en totalité issu de l’article de Wikipédia en anglais intitulé « Government of Free Vietnam » (voir la liste des auteurs).

## Compléments